# 國家電視公司 (巴拉圭)
國家電視公司（西班牙語：Sistema Nacional de Televisión）是南美洲內陸國家巴拉圭的電視台，成立並開播於1965年9月29日。原名谢罗科拉电视台（Canal 9 Cerro Corá）。此外，国家电视公司于1999年加入阿尔巴电视集团（西班牙語：Albavisión）。截至2019年8月，國家電視公司的受眾為400万居民，相当于巴拉圭人口的57%。

## 外部連結
- 官方網站（页面存档备份，存于）（西班牙文）